# Miricetin O-metiltransferaza
Miricetin O-metiltransferaza (EC 2.1.1.149, Myricetin O-methyltransferase) je enzim sa sistematskim imenom S-adenozil--metionin:miricetin O-metiltransferaza. Ovaj enzim katalizuje sledeću hemijsku reakciju
2 -adenozil--metionin + miricetin {\displaystyle \rightleftharpoons } 2 S-adenozil--homocistein + siringetin (sveukupna reakcija)
(1a) -adenozil--metionin + miricetin {\displaystyle \rightleftharpoons } -adenozil--homocistein + laricitrin
(1b) -adenozil--metionin + laricitrin {\displaystyle \rightleftharpoons } -adenozil--homocistein + siringetin
Enzim iz Catharanthus ruža (Madagascar periwinkle) je neobičan po tome što izvodi dve metilacije istog supstrata. On takođe katalizuje metilaciju dihidromiricetina.

## Literatura
- Nicholas C. Price; Lewis Stevens (1999). Fundamentals of Enzymology: The Cell and Molecular Biology of Catalytic Proteins (Third изд.). USA: Oxford University Press. ISBN 019850229X.
- Eric J. Toone (2006). Advances in Enzymology and Related Areas of Molecular Biology, Protein Evolution (Volume 75 изд.). Wiley-Interscience. ISBN 0471205036.
- Branden C; Tooze J. Introduction to Protein Structure. New York, NY: Garland Publishing. ISBN 0-8153-2305-0.
- Irwin H. Segel. Enzyme Kinetics: Behavior and Analysis of Rapid Equilibrium and Steady-State Enzyme Systems (Book 44 изд.). Wiley Classics Library. ISBN 0471303097.
- William P. Jencks (1987). Catalysis in Chemistry and Enzymology. Dover Publications. ISBN 0486654605.

## Spoljašnje veze
- Myricetin+O-methyltransferase на 